# Danio Bardi
Danio Bardi   (Scandicci, 23 de maig de 1937 - Florència, 9 de juliol de 1991) fou un waterpolista italià que va competir durant les dècades de 1950 i 1960.
El 1960 va prendre part en els Jocs Olímpics d'Estiu de Roma, on va guanyar la medalla d'or en la competició de waterpolo. Quatre anys més tard, als Jocs de Tòquio, fou quart en la mateixa competició. En el seu palmarès també destaca una medalla d'or als Jocs del Mediterrani de 1963.